# Lorca Fútbol Club "B"
Lorca Fútbol Club "B" fue un equipo de fútbol español que se localizaba en Lorca, Murcia. Fundado en 2012, funcionaba como el equipo reserva del Lorca Fútbol Club. Disputaba los partidos como local en el campo de fútbol Los Tollos. 

## Historia
Fundado en 2012, el club logró el ascenso a la Primera Regional de Murcia como campeón, pero solo jugó en categoría Preferente durante la temporada 2015-16, en la que acabaron en puestos de play-offs. Después del cambio de nombre a Lorca FC, el filial comenzó a llamarse Lorca FC B. Lograron llegar a los play-offs en su debut en tercera división.

## Temporadas
| Temporada | Nivel | División   | Posición |
| --------- | ----- | ---------- | -------- |
| 2012–13   | 7     | 2.ª Reg.   | 1°       |
| 2013–14   | 6     | 1.ª Reg.   | 11°      |
| 2014–15   | 6     | 1.ª Reg.   | 2°       |
| 2015–16   | 5     | Pref. Aut. | 1°       |
| 2016–17   | 4     | 3.ª        | 2°       |
| 2017–18   | 4     | 3.ª        | 13°      |
| 2018–19   | DNP   | DNP        | DNP      |
| 2019–20   | 7     | 2.ª Reg.   | 15°      |

- 2 temporadas en tercera división